# جورج ميليغان
جورج ميليغان (بالإنجليزية: George Milligan)‏ (1891 بغلاسكو في المملكة المتحدة - ) هو لاعب كرة قدم بريطاني (وحمل سابقاً جنسية المملكة المتحدة لبريطانيا العظمى وأيرلندا) في مركز مهاجم داخلي. لعب مع كريستال بالاس ونادي بيرنلي ونادي كلايد.

## وصلات خارجية
- جورج ميليغان على موقع قاعدة بيانات كرة القدم.إي يو (الإنجليزية)